# Avelumab
Avelumab, awelumab (nazwa handlowa Bavencio) – ludzkie przeciwciało monoklonalne wyprodukowane przez firmy farmaceutyczne Merck KGaA, Pfizer i Eli Lilly i stosowane jako lek onkologiczny w immunoterapii chorób nowotworowych.
Pierwotnie awelumab miał być zastosowany do leczenia niedrobnokomórkowego raka płuc (NSCLC); prowadzone są dalsze badania nad możliwością zastosowania tego leku w tym wskazaniu.  
Działanie awelumabu jest skierowane na białko nazywane ligandem białka zaprogramowanej śmierci (PD-L1). W styczniu 2017 Europejska Agencja Leków zatwierdziła awelumab jako lek sierocy do leczenia raka żołądka. Amerykańska Agencja Żywności i Leków w marcu 2017 zatwierdziła awelumab do leczenia złośliwego i agresywnego raka neuroendokrynnego skóry (raka Merkla).